# Mitsugu Nomura
Mitsugu Nomura (野村 貢 Nomura Mitsugu?,  nacido el 21 de noviembre de 1956 en Hokkaido) es un exfutbolista japonés que se desempeñaba como defensa.
Nomura jugó 12 veces para la Selección de fútbol de Japón entre 1981 y 1982.

## Trayectoria

### Clubes
| Club              | País  | Año         |
| ----------------- | ----- | ----------- |
| Fujita Industries | Japón | 1979 - 1989 |

### Selección nacional
| Selección | País  | Año         |
| --------- | ----- | ----------- |
| Absoluta  | Japón | 1981 - 1982 |

## Estadística de equipo nacional
| Selección de Japón | Selección de Japón | Selección de Japón |
| Año                | Part.              | Goles              |
| ------------------ | ------------------ | ------------------ |
| 1981               | 8                  | 0                  |
| 1982               | 4                  | 0                  |
| Total              | 12                 | 0                  |

## Palmarés

### Títulos nacionales
| Título              | Club              | País  | Año  |
| ------------------- | ----------------- | ----- | ---- |
| Japan Soccer League | Fujita Industries | Japón | 1979 |
| Copa del Emperador  | Fujita Industries | Japón | 1979 |
| Japan Soccer League | Fujita Industries | Japón | 1981 |

### Distinciones individuales
| Distinción                  | Año  |
| --------------------------- | ---- |
| Japan Soccer League Best XI | 1981 |